# カノアスSC
カノアスSC (ポルトガル語: Canoas Sport Club) は、ブラジル・リオグランデ・ド・スル州カノアスにある総合スポーツクラブである。サッカー、バレーボール、フットサル、柔道、バスケットボール、テニス、陸上競技、トランポリン部門がある。

## 概要
クラブは1998年1月26日にブラジル・ルーテル大学 (Universidade Luterana do Brasil, 略称 : ULBRA) によってSCウルブラ (Sport Club Ulbra) として設立された。創設当初のクラブにはバレーボール、フットサル、ハンドボール、陸上競技部門があった。2001年にサッカー部門が設立された。
2009年12月にクラブ名をウニヴェルシダージSC (Universidade Sport Club) に改名した。2010年11月にカノアスSC (Canoas Sport Club) に改名した。

## サッカー部門
2001年にサッカー部門が設立され、リオグランデ・ド・スル州サッカー連盟に加盟した。
2002年にウルブラはカンピオナート・ガウショ（リオグランデ・ド・スル州選手権）3部と同2部に参加した。これは大会規定によって、ひとつのクラブが同じ年にふたつのディビジョンに参加できたためである。この年には全国リーグ3部であるカンピオナート・ブラジレイロ・セリエCにも初めて参加した。ウルブラは準々決勝でマリーリアACに敗れた。
2003年、カンピオナート・ガウショ2部に優勝して、翌年の1部昇格を決めた他、カンピオナート・ブラジレイロ・セリエCにも再び参加した。ウルブラは第2ステージで同じリオグランデ・ド・スル州のRSに敗れた。
2004年のカンピオナート・ガウショ1部では準優勝を果たした。ウルブラは準決勝でグレミオに3-1で勝利したが、決勝でインテルナシオナルに敗れた。この年もカンピオナート・ブラジレイロ・セリエCに参戦して、第2ステージでCAエルマン・アイシンジェルに敗れた。
2005年、クラブは全国レベルのカップ戦、コパ・ド・ブラジルに初参加した。ウルブラは1回戦でトレーゼFCに敗れた。2006年のカンピオナート・ブラジレイロ・セリエCでは2回戦、2007年の同大会では3回戦で敗退した。

## タイトル

### サッカー
- カンピオナート・ガウショ2部 : 1回
  - 2003
- カンピオナート・ガウショ3部 : 1回
  - 2002
- カンピオナート・ド・インテリオール・ガウショ : 1回
  - 2004

### フットサル
- インターコンチネンタルフットサルカップ : 2回
  - 1999, 2001
- リーガ・フットサル : 3回
  - 1998, 2002, 2003
- カンピオナート・ガウショ : 2回
  - 2001, 2003

## 歴代所属選手

### サッカー部門
- ドウグラス・リナルディ 2004, 2005
- アルジェウ 2006

### バレーボール部門
- エルナルド・ゴメス 1999-2000